# 张鹏翔 (棋手)
张鹏翔（1980年6月29日—），天津人，中国国际象棋棋手、特级大师。

## 生平
张鹏翔先后于1996年、1998年获棋联大师、国际大师称号。2001年，晋升为国际象棋特级大师。次年，获全国国际象棋锦标赛冠军。2007年，夺得亚洲国际象棋锦标赛冠军。同年，他创下了职业生涯最高等级分2657分。
张鹏翔的妻子是中国国际象棋女子特级大师王瑜。